# Fohlenlähme
Die Fohlenlähme, besser als Fohlenseptikämie oder Fohlenpyämie (Pyosepticaemia pullorum neonatorum) bezeichnet, ist eine perakut bis subakut verlaufende Infektionskrankheit der Saugfohlen. Der deutsche Trivialname „Fohlenlähme“ weist auf die häufig dabei auftretenden Gelenkentzündungen (Polyarthritis) hin. Die septikämische Erkrankung kann aber auch ohne vorherige Symptome tödlich verlaufen.
Die Infektion erfolgt entweder bereits im Mutterleib, während der Geburt oder in den ersten Lebenswochen. Bei vorgeburtlicher Infektion treten die ersten Symptome meist 12 bis 36 Stunden nach der Geburt auf. Eine verspätete oder eine zu geringe Kolostrum-Aufnahme ist ein begünstigender Faktor. Infektionen während der Geburt werden vor allem durch Streptokokken, Staphylokokken, E. coli, Klebsiellen oder Chlamydophila psittaci ausgelöst. Hier treten klinische Erscheinungen meist nach 24 bis 48 Stunden auf, die Aufnahme mütterlicher Antikörper mit dem Kolostrum kommt für diese Infektion meist zu spät. Infektionen nach der Geburt sind auf eine keimbelastete Umgebung und auf eine ungenügende Kolostrumaufnahme zurückzuführen. Tritt die Erkrankung erst in der 2. oder 3. Lebenswoche, in Ausnahmefällen bis zur 12. Lebenswoche auf, so spricht man von einer „Spätlähme“.
Erkrankte Fohlen zeigen Fieber, stark gestörtes Allgemeinbefinden und Saugunlust. Im weiteren Verlauf können Symptome einer Lungenentzündung, Durchfall, neurologische Erscheinungen infolge einer Meningitis und später schmerzhafte und geschwollene Gelenke auftreten. Bei Infektionen nach der Geburt ist die Frühentwicklung des Fohlens meist ungestört, bis dann plötzlich die Vitalität nachlässt und die gleichen Symptome auftreten.
Die Behandlung erfolgt durch Breitbandantibiotika, eventuell gepaart mit Plasma- oder Vollblutgaben.